# Symfonisk black metal
Symfonisk black metal är en blandgenre som kombinerar element ifrån black metal med symphonic metal. Gothic metal är en av influenserna som bidragit till att genren skapats. Exempel på band inom genren är Emperor, Dimmu Borgir, Enslavement of Beauty, Vesania, Sariola, Noctem, Luna Ad Noctum och Trail of Tears.